# 幕張町 (千葉市)
幕張町（まくはりちょう）は、千葉県千葉市花見川区の地名。現行行政地名は幕張町一丁目から幕張町六丁目。郵便番号は262-0032。

## 概要
千葉市の西部、花見川区南西部に位置しており、千葉市の武石町、長作町、浪花町、検見川町、真砂、若葉、幕張西、幕張本郷、習志野市の屋敷と隣接する。本地域は幕張新都心内にはなく、幕張新都心の北側に隣接している。

### 河川
- 花見川

## 歴史
詳細は「幕張#歴史」、「幕張町#歴史」を参照
古くから「幕張」と呼ばれていた地域の一つである。
「幕張」という名前自体の発祥は定かではない。一説にはマクワウリの栽培に適しており、それが所以と言うが、マクワウリが栽培された記録は残っていない。近世までは馬加（まくはり）と表記し、まくわりと読んだ。
千葉に多くみられる頼朝伝説のひとつとして、源頼朝が幕張の地にたちよった、馬を乗り換えた(馬を加えた)ので「馬加」になった、または、天幕を張ったので「幕張」になった、などという言い伝えもきかれる。
鉄道開通は早く、JR総武線の幕張駅は1894年（明治27年）12月に開業（津田沼 - 千葉間では最初の開業）。1921年（大正10年）7月には京成電鉄千葉線が開業し、両線はほぼ並行して北西（習志野市寄り） - 南東（花見川寄り）方向に走っている。
1992年（平成4年）4月1日に千葉市が政令指定都市になったことに伴い、この地域は花見川区の一部となった。

### 千葉都市計画事業東幕張土地区画整理事業[6]
東幕張土地区は、千葉市花見川区幕張町4・5・6丁目、武石町1丁目及び武石町2丁目の各一部にあり、南側はJR幕張駅、西側は都市計画道路3.3.15美浜長作町線、東側は既存の密集市街地、北側は市街化調整区域の水田に接する地区。面積約26.1ha。
東京都心から東に約30km、千葉市中心部から西に約7kmに位置する。
しかし、千葉市中心部の拡大や東京都心のベッドタウンとしての発展に伴い、無秩序な開発により密集市街地としてのスプロールが進んだ結果、道路、公園等の都市基盤施設の整備が遅れている。
そのため、公共施設の整備改善と良好な市街地の形成を図る事業が行われている。
施行者は千葉市（事業主体：千葉市都市局都市部東幕張土地区画整理事務所）で、平成8年度に開始し、平成42年度（令和12年）に終了する予定である。
施行者の千葉市の都市計画によれば、駅北口に駅前広場を新設し、駅前に接続する新たな都市計画道路（幕張駅北口大通り）や、もう一つの都市計画道路（幕張本郷松波線）他の区画道路、公園などを建設する予定である。

## 世帯数と人口
2022年（令和4年）11月15日現在の世帯数と人口は以下の通りである。
| 町丁         | 世帯数     | 人口     |
| ------------ | ---------- | -------- |
| 幕張町一丁目 | 1,670世帯  | 3,395人  |
| 幕張町二丁目 | 1,115世帯  | 2,465人  |
| 幕張町三丁目 | 2,093世帯  | 4,572人  |
| 幕張町四丁目 | 2,270世帯  | 4,759人  |
| 幕張町五丁目 | 6,059世帯  | 12,443人 |
| 幕張町六丁目 | 1,141世帯  | 2,035人  |
| 合計         | 14,348世帯 | 29,669人 |

## 小・中学校の学区
市立小・中学校に通う場合、学区は以下の通りとなる。
| 番地   | 番地 | 小学校               | 中学校                 |
| ------ | --- | -------------------- | ---------------------- |
| 一丁目 | 国道14号より沿岸側 | 千葉市立幕張南小学校 | 千葉市立幕張西中学校   |
| 一丁目 | 国道14号よりJR総武線側 | 千葉市立西の谷小学校 | 千葉市立幕張本郷中学校 |
| 二丁目 | 国道14号より沿岸側 | 千葉市立幕張南小学校 | 千葉市立幕張西中学校   |
| 二丁目 | 国道14号とJR総武線との間の地域 | 千葉市立幕張小学校   | 千葉市立幕張中学校     |
| 二丁目 | 1008-3、1203～1214、 1425～1427、 2100～2173、 2420～2538、 3183-2 | 千葉市立幕張東小学校 | 千葉市立幕張中学校     |
| 二丁目 | 1447～1450、2704、2719～ 2798、 2800～2808、2831、 2832、2843、 3014(-1～-5)、3015-2、3016(-2～-10)、 3018(-1～-4)、3018(-6～ -15)、3041-1、 3041(-3～ -5)、3042(-1～-6) 、 3042(-8 ～-23)、3042-27、3051、 3052、 3056、3057、3060(-1、 -2）、3061、 3064(-1、-2）、3065-1、3081、3090、3115 | 千葉市立上の台小学校 | 千葉市立幕張本郷中学校 |
| 三丁目 | 国道14号より沿岸側 | 千葉市立幕張南小学校 | 千葉市立幕張西中学校   |
| 三丁目 | 国道14号とJR総武線との間の地域 | 千葉市立幕張小学校   | 千葉市立幕張中学校     |
| 三丁目 | JR総武線より千葉市立幕張中学校側 | 千葉市立幕張東小学校 | 千葉市立幕張中学校     |
| 四丁目 | 国道14号より沿岸側 | 千葉市立幕張南小学校 | 千葉市立幕張西中学校   |
| 四丁目 | 国道14号とJR総武線との間の地域 | 千葉市立幕張小学校   | 千葉市立幕張中学校     |
| 四丁目 | JR総武線より千葉市立幕張中学校側 | 千葉市立幕張東小学校 | 千葉市立幕張中学校     |
| 五丁目 | 国道14号より沿岸側 | 千葉市立幕張南小学校 | 千葉市立幕張西中学校   |
| 五丁目 | 国道14号とJR総武線との間の地域 | 千葉市立幕張小学校   | 千葉市立幕張中学校     |

- 学区外通学承認地域

| 番地   | 番地                                                                                            | 小学校               | 中学校                 |
| ------ | ----------------------------------------------------------------------------------------------- | -------------------- | ---------------------- |
| 四丁目 | 2115、2118、2121、2126、2127、2221                                                              | 千葉市立長作小学校   | （千葉市立幕張中学校） |
| 五丁目 | 336、347、350～353、355～359、379、380、 382、389～390、393、397 番地（花見川の検見川側の区域） | 千葉市立検見川小学校 | 千葉市立花園中学校     |

- 区域外就学承認地域 ……習志野市立屋敷小学校・第六中学校

| 番地   | 番地                                                                          | 小学校               | 中学校               |
| ------ | ----------------------------------------------------------------------------- | -------------------- | -------------------- |
| 二丁目 | 2424、2425 番地（小谷津台自治会３班）                                         | 習志野市立屋敷小学校 | 習志野市立第六中学校 |
| 二丁目 | 2455～2457、2460、2463、2464、2466、2470、2476、2484～2486 （小谷自治会地区） | 習志野市立屋敷小学校 | 習志野市立第六中学校 |
| 二丁目 | 2483、2500（見晴台地区）                                                      | 習志野市立屋敷小学校 | 習志野市立第六中学校 |

## 交通

### 高速道路
- 北部に E14 京葉道路が通っている。

### 一般道路
- 国道14号（千葉街道）
- 房総往還
- 千葉県道57号 千葉鎌ヶ谷松戸線
- 幕張駅北口大通り
- 幕張本郷松波線

### 公共交通機関

#### 鉄道
- JR東日本
  -  中央・総武線「幕張駅」

- 京成電鉄
  -  京成千葉線「京成幕張駅」

#### 路線バス
- 千葉シーサイドバス
- 京成バス

## 施設
- 千葉市立幕張小学校
- 千葉市立幕張東小学校
- 千葉市立幕張中学校
- 昆陽神社
- 子守神社
- Pasar幕張 （京葉道路 幕張PA）
- イトーヨーカドー幕張店
- 東洋バス株式会社